# Haycockit
Haycockit ist ein sehr selten vorkommendes Mineral aus der Mineralklasse der Sulfide und Sulfosalze. Es kristallisiert im orthorhombischen Kristallsystem mit der chemischen Zusammensetzung Cu4Fe5S8 und bildet sehr kleine, bis etwa 0,5 mm große, messingfarbene Körner.

## Etymologie und Geschichte
Das Mineral wurde erstmals 1972 von Louis J. Cabri und Sydney R. Hall beschrieben. Gefunden wurde das Typmaterial schon 1929 von E. Sampson auf der Mooihoek Farm bei Lydenburg im östlichen Bushveld-Komplex in Südafrika. Sie benannten es nach Maurice Hall Haycock (1900–1988), dem ehemaligen Leiter der Mineral-Abteilung im kanadischen Energie- und Bergbauministerium.

## Klassifikation
In der veralteten 8. Auflage der Mineralsystematik nach Strunz war der Haycockit noch nicht aufgeführt.
In der zuletzt 2018 überarbeiteten Lapis-Systematik nach Stefan Weiß, die formal auf der alten Systematik von Karl Hugo Strunz in der 8. Auflage basiert, erhielt das Mineral die System- und Mineralnummer II/C.04-020. Dies entspricht der Klasse der „Sulfide und Sulfosalze“ und dort der Abteilung „Sulfide mit dem Stoffmengenverhältnis Metall : S,Se,Te ≈ 1 : 1“, wo Haycockit zusammen mit Isocubanit, Mooihoekit, Orickit, Putoranit, Talnakhit und Wilhelmramsayit eine unbenannte Gruppe mit der Systemnummer II/C.04 bildet.
Die von der International Mineralogical Association (IMA) zuletzt 2009 aktualisierte 9. Auflage der Strunz’schen Mineralsystematik ordnet den Haycockit in die Klasse der „Sulfide und Sulfosalze (Sulfide, Selenide, Telluride, Arsenide, Antimonide, Bismutide, Sulfarsenide, Sulfantimonide, Sulfbismutide)“ und dort in die Abteilung „Metallsulfide, M : S = 1 : 1 (und ähnliche)“ ein. Hier ist das Mineral in der Unterabteilung „mit Zink (Zn), Eisen (Fe), Kupfer (Cu), Silber (Ag) usw.“ zu finden, wo es zusammen mit Mooihoekit, Putoranit und Talnakhit eine unbenannte Gruppe mit der Systemnummer 2.CB.10b bildet.
In der vorwiegend im englischen Sprachraum gebräuchlichen Systematik der Minerale nach Dana hat Haycockit die System- und Mineralnummer 02.09.08.02. Das entspricht der Klasse der „Sulfide und Sulfosalze“ und dort der Abteilung „Sulfidminerale“. Hier findet er sich innerhalb der Unterabteilung „Sulfide – einschließlich Selenide und Telluride – mit der Zusammensetzung AmBnXp, mit (m+n):p=1:1“ in der „Talnakhitgruppe“, in der auch Talnakhit und Mooihoekit eingeordnet sind.

## Kristallstruktur
Haycockit kristallisiert im orthorhombischen Kristallsystem in der Raumgruppe P222 (Raumgruppen-Nr. 16), P2221 (Nr. 17), P21212 (Nr. 18) oder P212121 (Nr. 19) mit den Gitterparametern a = 10,705 Å, b = 10,734 Å und c = 31,63 Å sowie 12 Formeleinheiten pro Elementarzelle.

## Bildung und Fundorte
Haycockit bildet sich in Dunit. Es ist vergesellschaftet mit Mooihoekit, Kupfer, Troilit, Pentlandit, Cubanit und Magnetit.
Es sind weltweit knapp 10 Fundorte des Minerals bekannt. Neben der Typlokalität und Rustenburg in Südafrika fand man Haycockit unter anderem in Shibukawa in Japan, Moctezuma (Sonora)|Moctezuma in Mexiko, Krakau und Suwałki in Polen, Duluth in den Vereinigten Staaten sowie auf dem Mittelatlantischen Rücken.